# Louis L'Amour
Louis L'Amour, pseudonimo di Louis Dearborn LaMoore (Jamestown, 22 marzo 1908 – Los Angeles, 10 giugno 1988), è stato uno scrittore statunitense.
Ultimo dei sette figli di Louis Charles LaMoore e di Emily Lavisa Dearborn, è stato uno scrittore statunitense di grande successo popolare, prolifico autore (oltre 100 romanzi) di narrativa basata soprattutto sul mondo western. In Italia è stato pubblicato dalla Longanesi & C. in una collana diretta da Mario Monti, dalla Frontiera Edizioni di Bologna nei Grandi Western e da Mondadori, nella collana Oscar Western.

## Biografia
Il nome della famiglia era scritto originariamente LaMoore (un'antica famiglia di pionieri del Nord Dakota), e fu poi mutato dallo scrittore in L'Amour. Il nome LaMoore è piuttosto comune in quella regione, infatti la città di LaMoore nel Nord Dakota prese nome da un suo antenato. Affascinato fin dall'infanzia da storie di fantasia, le letture preferite di Louis erano le opere di Robert Louis Stevenson, Jack London e altri, imperniate su storie soprattutto di frontiera. I suoi primi scritti furono una serie di composizioni poetiche pubblicate a partire dal 1926 sulla gazzetta locale di Jamestown.
Il suo primo libro fu una raccolta ampliata di queste poesie, intitolata Smoke from this Altar (Fumo da questo altare) e pubblicata a proprie spese nel 1939. Negli anni che seguirono la sua vena di scrittore d'avventure si fece prolifica, tanto da portarlo a scrivere, tra il 1939 e il 1940, le sue prime quattro avventure sul personaggio di Ponga, da lui creato, con lo pseudonimo di Jim Mayo: East of Gorontalo, On the Road to Amurang, From Here to Banggai e The House of Qasavara. Seguirono altre storie d'avventura, il thriller In the Shadow of Sumbawa e North from Lorengan e, tra la fine del 1940 e gli inizi del 1941, una nuova storia, The Well of the Unholy Light.
Si arruolò nell'esercito nell'estate del 1942, a Forte Sill, e questo forse coincise con l'ultimo suo libro firmato con lo pseudonimo di Jim Mayo, Wings over Brazil, una storia ambientata dalle parti di Fortaleza, a nord della costa brasiliana. Divenuto ufficiale, a 35 anni fu trasferito in Gran Bretagna e successivamente quale comandante di un plotone in Francia e in Germania incaricato di rifornire con autocisterne di gas, aerei e carri armati alleati.
In molti suoi romanzi si trovano tracce di questa esperienza tutta europea: The Walking Drum, Sacket's Land (La saga dei Sacket), To the Far Blue Mountains e altri.
In seguito al ritiro dello scrittore di romanzi western Clarence E. Mulford, creatore del personaggio leggendario di Hopalong Cassidy, gli fu affidato dalla Doubleday's Double D Western l'incarico di continuare a scrivere le storie di questo eroe del West. Nel 1950 scrisse soltanto quattro storie sul personaggio di Hopalong Cassidy con l'altro pseudonimo di Tex Burns: Hopalong Cassidy and the The Rustlers of West Fork, Hopalong Cassidy and Trail to Seven Pines, Hopalong Cassidy and the Riders of High Rock e Hopalong Cassidy, Trouble Shooter.

## La fama, Hollywood, il cinema

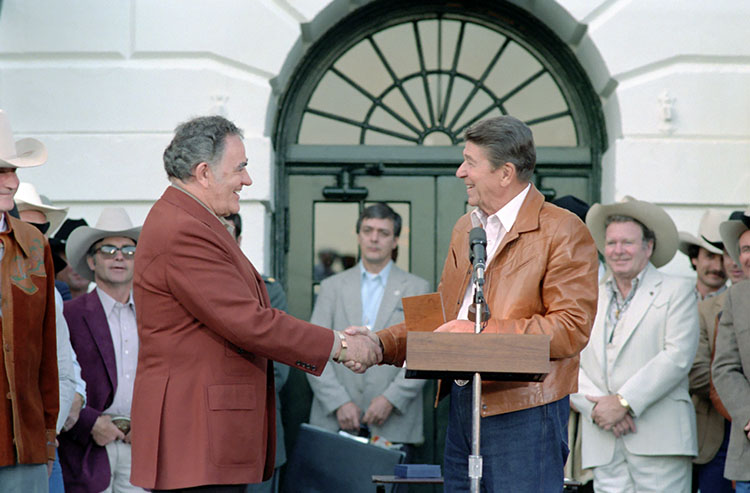
Louis L'Amour e Ronald Reagan nel 1983

Louis L'Amour, dopo i lusinghieri successi ottenuti nei primi anni cinquanta, iniziò una vasta produzione letteraria sui temi dell'avventura che lo portarono ben presto al cinema di Hollywood, producendo così romanzi western e di altro genere per film. È del 1951 la raccolta di novelle War Party, ove è inclusa la novella The Gift of Cochise, che darà vita al personaggio di Hondo Lane, interpretato poi sugli schermi cinematografici di Hollywood dal leggendario attore John Wayne nel 1953 nel film intitolato appunto Hondo.
Da qui, si può dire che darà vita a personaggi dello schermo mai del tutto dimenticati, creando un'epoca cinematografica di suoi romanzi portati sullo schermo dagli anni settanta del secolo scorso. Si sposa nel 1956 con Katherine Elisabeth Adams. Nel 1981 divenne uno dei primi scrittori di bestseller americani e mondiali ed i film tratti dai suoi innumerevoli romanzi sono stati interpretati, oltre al già citato John Wayne, anche da Alan Ladd, Sophia Loren, Sean Connery, Brigitte Bardot, Tom Selleck e Natalie Wood.
Tuttora vengono pubblicati alcuni suoi libri rimasti ancora inediti o allo stato di abbozzo. Molti sono stati i riconoscimenti che L'Amour ha avuto in vita e tra questi si citano i più significativi: lo Spur Award dei Western Writers of America nel 1969; l'American Book Award nel 1978; la Medaglia d'oro del Congresso nel 1983; la Medaglia presidenziale della libertà nel 1984.

## Opere
Titoli originali inglesi
- Westward the Tide
- The Californios
- Brionne
- War Party (ss)
- Bendigo Shafter
- Silver Canyon
- Yondering
- Riders of the High Rock
- Rivers West
- Rustlers of the West Fork
- Sackett
- The Sackett Brand
- Jubal Sackett
- End of the Drive
- Valley of the Sun
- Kiowa Trail
- The Empty Land
- Fallon
- Catlow
- Mustang Man
- The Haunted Mesa
- The Iron Marshall
- Frontier
- Matagorda
- Last of the Breed
- Lonely on the Mountain
- Kid Rodelo
- Hanging Woman Creek
- The Hills of Homicide (ss)
- Dutchman's Flat (ss)
- Guns of the Timberlands
- The Ferguson Rifle
- Education of a Wandering Man
- Crossfire Trail
- The Outlaws of Mesquite
- Fair Blows the Wind
- The Cherokee Trail

Libri pubblicari nella collana Oscar Western Mondadori
| #  | titolo italiano               | titolo originale              |
| -- | ----------------------------- | ----------------------------- |
| 1  | Lo svelto e il morto          | The Quick and The Dead        |
| 2  | Spari nella foresta           | Guns of the Timberlands       |
| 3  | Verso la pista dell'Oregon    | Under the Sweetwater Rim      |
| 4  | Il cavaliere di Lost Creek    | The Rider of Lost Creek       |
| 5  | Il cow-boy solitario          | The Key-Lock Man              |
| 6  | Il deserto di Yuma            | Kid Rodelo                    |
| 7  | Matagorda                     | Matagorda                     |
| 8  | Il grande solitario           | High Lonesome                 |
| 9  | La pistola rotta              | The Broken Gun                |
| 10 | Dark Canyon                   | Dark Canyon                   |
| 11 | L'uomo del deserto            | Callaghen                     |
| 12 | Una terra desolata            | The Empty Land                |
| 13 | Il tesoro della miniera       | Taggart                       |
| 14 | Noi Sackett                   | Sackett                       |
| 15 | Bivacco sulla neve            | Down the Long Hills           |
| 16 | Lo sceriffo Borden Chantry    | Borden Chantry                |
| 17 | Il deserto di Mojave          | Mojave Crossing               |
| 18 | Il marchio dei Sackett        | The Sackett Brand             |
| 19 | I vagabondi                   | The Sky-Liners                |
| 20 | Uomini solitari               | The Lonely Men                |
| 21 | Un uomo chiamato Mezzogiorno  | The Man Called Noon           |
| 22 | Verso la ferrovia             | North to the Rails            |
| 23 | Uomini all'alba               | The Daybreakers               |
| 24 | Una donna fuori posto         | The Cherokee Trail            |
| 25 | La pista dei Kiowa            | Kiowa Trail                   |
| 26 | Lo sceriffo di ferro          | The Iron Marshal              |
| 27 | Fuochi sulle colline          | The Burning Hills             |
| 28 | Shalako                       | Shalako                       |
| 29 | Radigan                       | Radigan                       |
| 30 | Il segreto di Flint           | Flint                         |
| 31 | Gioco d'azzardo               | Fallon                        |
| 32 | Il primo pistolero            | The First Fast Draw           |
| 33 | I rinnegati                   | The Shadow Riders             |
| 34 | Soli sulle montagne           | Lonely on the Mountain        |
| 35 | La valle insanguinata         | The Mountain Valley War       |
| 36 | Un irlandese a Laramie        | The Man from Skibbereen       |
| 37 | Il maggiore Brionne           | Brionne                       |
| 38 | Dove l'erba cresce alta       | Where the Long Grass Blows    |
| 39 | Il selvaggio                  | Mustang Man                   |
| 40 | Gli alti pascoli              | Over on the Dry Side          |
| 41 | Rio Grande                    | Lando                         |
| 42 | Una pepita di piombo          | The High Graders              |
| 43 | Talon il canadese             | Rivers West                   |
| 44 | Duello a Silver Canyon        | Silver Canyon                 |
| 45 | Il capitano senza divisa      | Kilrone                       |
| 46 | La vendetta dei Sackett       | Ride the Dark Trail           |
| 47 | La legge del west             | Chancy                        |
| 48 | Un conto da saldare           | Tucker                        |
| 49 | Killoe                        | Killoe                        |
| 50 | Terra selvaggia               | To Tame a Land                |
| 51 | Pistole a Horsehead           | Kilkenny                      |
| 52 | Vigilantes                    | Utah Blaine                   |
| 53 | All'inferno con un fucile     | Heller with a Gun             |
| 54 | Resa dei conti a Yellow Butte | Showdown at Yellow Butte      |
| 55 | L'erede del bandito           | Son of a Wanted Man           |
| 56 | La terra dei Sackett          | Sackett's Land                |
| 57 | L'oro della California        | The Californios               |
| 58 | Il tesoro maledetto           | Treasure Mountain             |
| 59 | Giustizia texana              | The Man from the Broken Hills |
| 60 | L'asso nella manica           | Reilly's Luck                 |
| 61 | Sentiero di guerra            | The Warrior's Path            |
| 62 | L'orgoglio dei Sackett        | Galloway                      |
| 63 | Nevada                        | Hanging Woman Creek           |
| 64 | Il vento cade a Ladder Five   | Conagher                      |
| 65 | Tiro incrociato               | Crossfire Trail               |
| 66 | Deserto in fiamme             | Hondo                         |
| 67 | I due nemici                  | Catlow                        |
| 68 | Talon il vagabondo            | Milo Talon                    |
| 69 | Il tramonto della violenza    | Passin' Trough                |
| 70 | Il tesoro degli aztechi       | The Ferguson Rifle            |
| 71 | Lungo il fiume                | Ride The River                |
| 72 | Gli ultimi pionieri           | The Proving Trail             |
| 73 | Il miraggio del west          | Westward The Tide             |
| 74 | La legge di Bowdrie           | Bowdrie's Law                 |
| 75 | Bowdrie                       | Bowdrie                       |
| 76 | Ovest selvaggio               | Buckskin Run                  |
| 77 | Verso i monti azzurri         | To The Far Blue Mountains     |
| 78 | Apache                        | War Party                     |
| 79 | La legge del deserto          | Law of The Desert Born        |